# 波多野都
波多野 都（はたの みやこ）は、日本の脚本家・小説家。早稲田大学第一文学部哲学科卒。出版社勤務のあと、東映芸術職第二期脚本家コースに採用され、現在はフリー。主に事件ものや戦隊シリーズなどの脚本を手掛ける。 

## 人物・経歴
在学中、第八回新潮学生小説コンクールで佳作奨励賞を受賞（作品タイトル『ID』）。早稲田文学誌にて小説『ボーダーライン』発表。日本シナリオ作家協会主催のシナリオ講座で脚本を学び『血が洗い流された後の、真っ白な舗道』で第14回大伴昌司賞佳作奨励賞を受賞。月刊シナリオに掲載。2008年4月『月曜ゴールデンドラマ　狩矢警部シリーズ4　京都阿修羅王殺人事件』（TBS）で脚本家デビュー。
大の野球好きで中日ドラゴンズのファンであることを公言。ベンガル猫とロシアンブルーを飼っている。

## 参加作品

### 連続テレビドラマ
- 相棒 シリーズ（テレビ朝日・東映）
  - Season7 第17話「天才たちの最期」（脚本・2008年）
- 警視庁捜査一課9係 シリーズ （テレビ朝日・東映)
  - Season3 第5話「封じられた捜査」（脚本協力・2008年）
  - Season3 第7話「割れないグラス」（脚本・2008年）
- 新・警視庁捜査一課9係 シリーズ（テレビ朝日・東映）
  - Season1 第4話「殺人スクープ」（脚本・2009年）
  - Season2 第3話「殺人ベストセラー」（脚本・2010年）
  - Season3 第7話「秘密の部屋」（脚本・2011年）
  - Season4 第8話「犬は見ていた」（脚本・2012年）
- おみやさん シリーズ（テレビ朝日・東映）
  - 第6シリーズ file.6「豆腐屋は見た！午前4時半の殺人現場!!」（脚本・2008年）
  - 第8シリーズ file.2「京のおばんざい屋に殺人連鎖!! 手がかりは花街の所作」（脚本・2011年）
- メイド刑事（2009年、テレビ朝日・東映）
  - Mission 3「天才女優をボディーガードせよ!」（脚本）
  - Mission 8「呪われたウェディングドレスの謎を追え!」（脚本）
  - Mission10「京都・美女連続殺人事件の謎を追え!」（脚本）
- 怪盗ロワイヤル（2011年、TBSテレビ・東宝）
  - Mission1「アレキサンダーの涙」（脚本）
  - Mission2「ネメシスの首」（脚本）
  - Mission6「ルポライターの遺稿」（脚本）
- 捜査地図の女（2012年、テレビ朝日・東映）
  - 第5話「狙われた京都の花嫁! 一夜で消えた殺人ルート!!」（脚本）
- マイラブ・マイベイカー（2020年、関西テレビ）（脚本）
- 飴色パラドックス（2022年、MBS）（脚本）
- 推しを召し上がれ〜広報ガールのまろやかな日々〜（2024年、テレビ東京）（脚本）

### 二時間テレビドラマ
- 月曜ゴールデン（TBS系列）
  - 狩矢警部シリーズ4「京都阿修羅王殺人事件」（脚本・2008年4月14日）
  - 狩矢警部シリーズ8「京都西大路通り殺人事件」(共同脚本・2010年5月17日）
- 土曜ワイド劇場（テレビ朝日系列）
  - 新聞記者・鶴巻吾郎3「天女伝説殺人事件」（共同脚本・2009年8月29日）
  - 狩矢父娘シリーズ11「京都・美人女優連続殺人事件」（脚本・2010年4月24日）
  - 新聞記者・鶴巻吾郎4「青梅〜磐梯山に徳川埋蔵金を探す…伝説が呼ぶ湯煙り連続殺人!!」（脚本・2010年11月3日）
  - 狩矢父娘シリーズ12「京都・竜の寺密室殺人」(脚本・2011年2月5日)
  - 狩矢父娘シリーズ13「京都・嵯峨野トロッコ列車殺人事件」(脚本・2011年10月22日)
  - 狩矢父娘シリーズ14「京都・華やかな密室殺人事件！」(脚本・2012年10月6日)
  - 狩矢父娘シリーズ15「京都グルメツアー殺人事件！」(脚本・2013年10月5日）
- 金曜プレミアム（フジテレビ系列）
  - 芸能生活35周年特別企画「船越英一郎殺人事件」（脚本・2018年8月24日）

### 特撮
- 『獣拳戦隊ゲキレンジャースペシャルDVD ギュンギュン!拳聖大運動会』（脚本・2007年）
- 『講談社スペシャルDVD 炎神戦隊ゴーオンジャー ゼミナールだよ!全員GO-ON!』（脚本・2008年）
- 炎神戦隊ゴーオンジャー 第45話「初夢キカク!?」（脚本・2009年）
- 帰ってきた天装戦隊ゴーセイジャー last epic「last epic 護星天使が国民的アイドルに!?オリジナルビデオ（脚本・2011年）

### 連続ショートドラマ
- 『明日すべてわかるから』　全4話（脚本・2019年、日本テレビ・アックスオン）

## 著書

### ノベライズ小説
- 眠れる森の熟女（脚本：篠崎絵里子）2012年、泰文堂
- もらとりあむタマ子（脚本：向井康介）2013年、エムオン・エンターテインメント

### 短篇小説集
- すごい恋愛／オタクを拾った女の話 2012年、泰文堂
- 失恋前夜／夢の終わり 2013年、泰文堂
- 辞書、のような物語／二冊の辞書 2013年、大修館書店

### ムック本
- 警視庁捜査一課9係 アニバーサリーブック／9係のいちばん長い日 2015年、産経新聞出版